# Petronio Álvarez
Petronio Álvarez Quintero (Buenaventura, 1 de noviembre de 1914 - Cali, 10 de diciembre de 1966) fue un músico, poeta e inspirador colombiano de música del Pacífico. La frase “Cual Patricio Romano” funcionaba como una metáfora elogiosa, usada para resaltar la distinción y dignidad con la que se identificaba a Petronio Álvarez. No era un nombre artístico ni oficial, sino una forma respetuosa y simbólica de referirse a su personalidad y presencia, muy común en entrevistas y narrativas sobre su vida.

## Biografía
Petronio Álvarez nació en Buenaventura, Valle del Cauca; desde su infancia soñó con la música, fue su principal pasión. La situación lo obligó a vender pan y empanadas de cambray, típicos de Valle del Cauca, que hacía su mamá, Juana Francisca. La manera más práctica para entusiasmar a los compradores fue cantar al son de la improvisación: empanadas de cambray, para las viejas, aquí hay, el que no me las compre, déjelas ahí.
Trabajó como notario y siguiendo los pasos de su papá fue a buscar empleo en el puerto de Buenaventura. Comenzó como aguatero, al poco tiempo pasó a los talleres y al final cumplió su sueño, fue maquinista de La palmera, una locomotora. En ocasiones, tocaba la guitarra para deleitar a sus compañeros del ferrocarril, aprovechando los extensos viajes para mostrar sus composiciones al público que viajaba desde la Sucursal del Cielo al puerto. En 1942 conoció a Veneranda Arboleda Rodríguez, once años después de convivir se casaron, en la Iglesia de San Nicolás de Cali. El rey del currulao interpretó bambucos, merengues, huapangos, sones, abozaos y jugas. Los temas de sus composiciones hicieron parte de la cultura afrocolombiana, anécdotas del pueblo y costumbres funerarias. Bochinche en el cielo, El porteñito, Adiós al Puerto, son algunas de sus canciones.
Entre muchas composiciones destacadas, se resalta el tema "Mi Buenaventura" que es considerado el himno popular de la ciudad. 
No solo fue amante del folclor, era un músico versátil. Cantó y compuso tangos y milongas porque admiraba a Carlos Gardel, interpretó canciones como El suicida, Recordación, El cortito, Con mi guitarra, Canto en arrabal y El pecho me está doliendo. Fue llamado el Gardel del Puerto. En 1961 se radicó en Cali, donde vivió hasta su muerte, el 10 de diciembre de 1966 de un cáncer óseo.